# Hanmiao
Hanmiao (kinesiska: 韩庙乡, 韩庙) är en socken i Kina. Den ligger i provinsen Shandong, i den östra delen av landet, omkring 96 kilometer norr om provinshuvudstaden Jinan. Antalet invånare är 30 633. Befolkningen består av 15 040 kvinnor och 15 593 män. Barn under 15 år utgör 18,0 %, vuxna 15-64 år 70 %, och äldre över 65 år 10,0 %.
Genomsnittlig årsnederbörd är 755 millimeter. Den regnigaste månaden är juli, med i genomsnitt 289 mm nederbörd, och den torraste är mars, med 5 mm nederbörd.